# Gentiane des champs
Gentianella campestris
Espèce
Classification phylogénétique
La Gentiane des champs (Gentianella campestris), également appelée Gentiane champêtre, Gentianelle des champs ou Gentiane de Suède, est une plante herbacée bisannuelle de la famille des Gentianacées.

## Description
C'est une plante basse mais au port érigé (3 à 30 cm de haut), aux tiges simples ou ramifiées, aux feuilles ovales lancéolées, petites et flétries à la base au moment de la floraison. Les fleurs sont lilas ou roses ou blanches. La corolle en entonnoir, à 4 lobes ciliés à leur base (photo), est entourée par un calice à 4 sépales (2 extérieurs larges recouvrant en partie les 2 intérieurs, plus étroits).

## Habitat et répartition
Gentianella campestris est une plante européenne des prés et des pelouses d'altitude, sur substrat acide ou neutre. En Europe moyenne, on ne la rencontre qu'en montagne, rarement en-dessous de 1 000 m et jusqu'à 2 700 m dans les Alpes. En France, on la trouve dans tous les massifs montagneux. Ailleurs en Europe, elle est présente dans tout l'arc alpin, dans les plaines du nord de l'Allemagne, au Danemark, dans une grande partie de la Scandinavie (Norvège, sud de la Suède et de la Finlande), en Ecosse et en Islande.

## Statut
En France, c'est une espèce protégée en Bretagne et en région Basse-Normandie (Article 1).

## Galerie

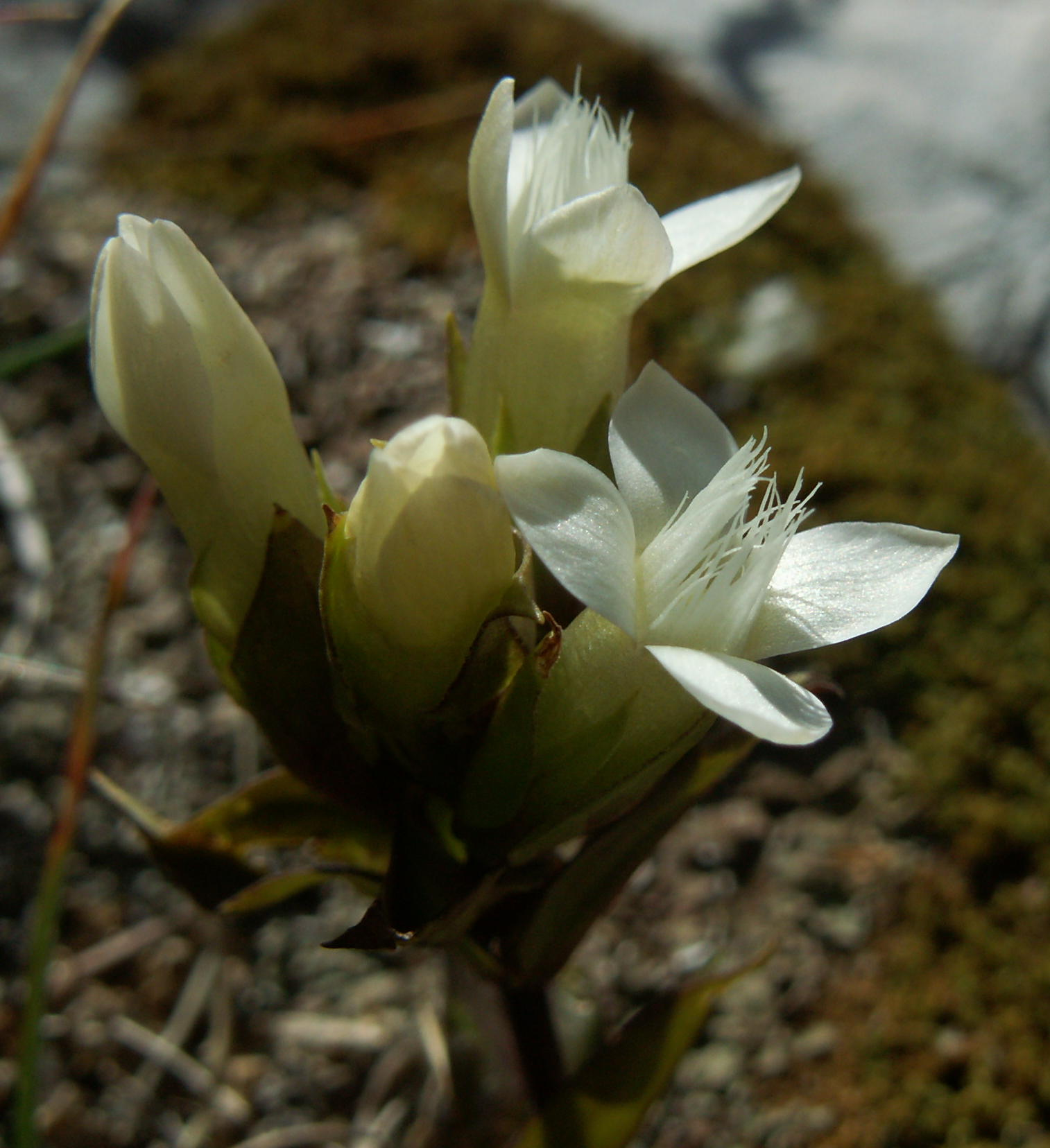
Fleurs de Gentianelle des champs, forme blanche
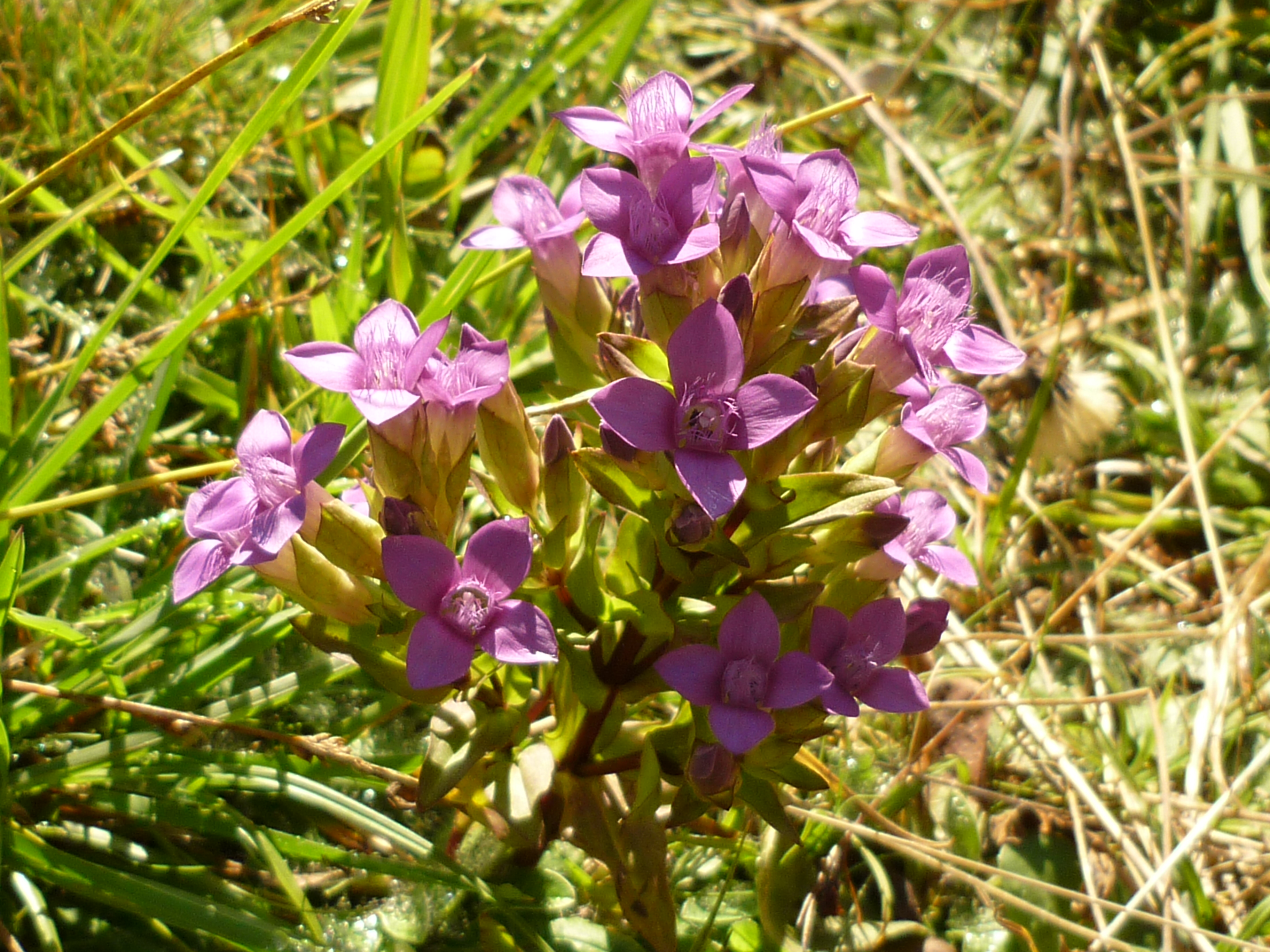
Gentianelle des champs en milieu naturel